# Rząd Jiříego Paroubka
 Rząd Jiříego Paroubka – rząd Czech pod kierownictwem Jiříego Paroubka, powołany i zaprzysiężony 25 kwietnia 2005. Składał się z przedstawicieli Czeskiej Partii Socjaldemokratycznej (ČSSD), Unii Chrześcijańskiej i Demokratycznej – Czechosłowackiej Partii Ludowej (KDU-ČSL) oraz Unii Wolności – Unii Demokratycznej (US-DEU ). Zastąpił rząd Stanislava Grossa i urzędował do 4 września 2006, kiedy to po wyborach parlamentarnych powstał gabinet Mirka Topolánka.

## Skład rządu
| Stanowisko                                          | Minister         | Ugrupowanie        | Okres urzędowania                       |
| --------------------------------------------------- | ---------------- | ------------------ | --------------------------------------- |
| Premier                                             | Jiří Paroubek    | ČSSD               | 25 kwietnia 2005 – 4 września 2006      |
| Wicepremier Minister finansów                       | Bohuslav Sobotka | ČSSD               | 25 kwietnia 2005 – 4 września 2006      |
| Wicepremier Minister pracy i spraw socjalnych       | Zdeněk Škromach  | ČSSD               | 25 kwietnia 2005 – 4 września 2006      |
| Wicepremier Minister sprawiedliwości                | Pavel Němec      | US-DEU             | 25 kwietnia 2005 – 4 września 2006      |
| Wicepremier Minister transportu                     | Milan Šimonovský | KDU-ČSL            | 25 kwietnia 2005 – 4 września 2006      |
| Wicepremier ds. gospodarczych                       | Martin Jahn      | bezpartyjny/ČSSD   | 25 kwietnia 2005 – 31 grudnia 2005      |
| Wicepremier ds. gospodarczych                       | Jiří Havel       | ČSSD               | 3 stycznia 2006 – 4 września 2006       |
| Minister spraw zagranicznych                        | Cyril Svoboda    | KDU-ČSL            | 25 kwietnia 2005 – 4 września 2006      |
| Minister spraw wewnętrznych                         | František Bublan | bezpartyjny/ČSSD   | 25 kwietnia 2005 – 4 września 2006      |
| Minister rozwoju regionalnego                       | Radko Martínek   | ČSSD               | 25 kwietnia 2005 – 4 września 2006      |
| Minister przemysłu i handlu                         | Milan Urban      | ČSSD               | 25 kwietnia 2005 – 4 września 2006      |
| Minister środowiska                                 | Libor Ambrozek   | KDU-ČSL            | 25 kwietnia 2005 – 4 września 2006      |
| Minister rolnictwa                                  | Petr Zgarba      | ČSSD               | 25 kwietnia 2005 – 10 listopada 2005    |
| Minister rolnictwa                                  | Jan Mládek       | ČSSD               | 16 listopada 2005 – 4 września 2006     |
| Minister szkolnictwa, młodzieży i sportu            | Petra Buzková    | ČSSD               | 25 kwietnia 2005 – 4 września 2006      |
| Minister zdrowia                                    | Milada Emmerová  | ČSSD               | 25 kwietnia 2005 – 12 października 2005 |
| Minister zdrowia                                    | David Rath       | bezpartyjny/ČSSD   | 25 kwietnia 2005 – 4 września 2006      |
| Minister kultury                                    | Pavel Dostál     | ČSSD               | 25 kwietnia 2005 – 24 lipca 2005        |
| Minister kultury                                    | Vítězslav Jandák | bezpartyjny/ČSSD   | 17 sierpnia 2005 – 4 września 2006      |
| Minister obrony                                     | Karel Kühnl      | US-DEU             | 25 kwietnia 2005 – 4 września 2006      |
| Minister informatyki                                | Dana Bérová      | bezpartyjna/US-DEU | 25 kwietnia 2005 – 4 września 2006      |
| Minister bez teki Przewodniczący Rady Legislacyjnej | Pavel Zářecký    | bezpartyjny/ČSSD   | 25 kwietnia 2005 – 4 września 2006      |